# Thabaung
Thabaung är en stad i Myanmar. Den ligger i regionen Ayeyarwady, i den södra delen av landet, 300 km söder om huvudstaden Naypyidaw. Thabaung ligger 13 meter över havet och folkmängden uppgår till cirka 7 000 invånare.

## Geografi
Terrängen runt Thabaung är platt. Runt Thabaung är det ganska tätbefolkat, med 207 invånare per kvadratkilometer. Omgivningarna runt Thabaung är en mosaik av jordbruksmark och naturlig växtlighet.

## Klimat
Savannklimat råder i trakten. Årsmedeltemperaturen i trakten är 26 °C. Den varmaste månaden är april, då medeltemperaturen är 31 °C, och den kallaste är januari, med 22 °C. Genomsnittlig årsnederbörd är 2 257 millimeter. Den regnigaste månaden är juli, med i genomsnitt 597 mm nederbörd, och den torraste är januari, med 1 mm nederbörd.